# Vegas Girl
Vegas Girl is de tweede single van de Engelse zanger Conor Maynard. Het nummer werd op 22 juli 2012 uitgebracht, de videoclip op 24 juni 2012. In de Nederlandse Single Top 100 kwam het nummer tot plaats 55, terwijl in België het nummer niet verder kwam dan de tip7.

## Hitnoteringen

### NederlandseSingle Top 100
| Positie: | 88 | 55 | 66 | uit |  |

## Tracklist

### Single
1. Vegas Girl (Single Version) 	 	 	2:51

### Promo - Digital Parlophone - (EMI)
1. Vegas Girl (Album Version)	 		2:51
2. Vegas Girl (Bellatrax Remix)	 	5:49
3. Vegas Girl (Friends Electric remix)	3:59
4. Vegas Girl (Sick Individuals Remix)	7:28
5. Vegas Girl (Tortuga Remix)	 		4:07
6. Vegas Girl (The Wideboys Club)	 		6:41
7. Vegas Girl (Wideboys Dub)	 		6:48
8. Vegas Girl (Wideboys Edit)	 		3:54